# Dmitrij Kabalewski
Dmitrij Borisowicz Kabalewski (ros. Дмитрий Борисович Кабалевский; ur. 17 grudnia?/30 grudnia 1904 w Sankt-Petersburgu, zm. 14 lutego 1987 w Moskwie) – rosyjski pianista i kompozytor.

## Życiorys
Studia muzyczne rozpoczął w 1918 roku w moskiewskiej Szkole Muzycznej im. Skriabina. Kompozycji uczył się u S. Wasilenki i G. Catoire’a. Później wstąpił do Konserwatorium Moskiewskiego, gdzie był uczniem Nikołaja Miaskowskiego (kompozycja) i Aleksandra Goldenweisera (fortepian). Wkrótce po ukończeniu konserwatorium rozpoczął pracę pedagogiczną (jako profesor kompozycji w konserwatorium moskiewskim).
Kabalewski należy – obok Prokofjewa, Szostakowicza i Chaczaturiana – do najpopularniejszych kompozytorów radzieckich. Niekiedy bliski ich muzyce, w istocie pozostał jednak indywidualny w specyficznym, groteskowym humorze, w żywości pulsu rytmicznego, prostocie i klarowności faktury, a zarazem plastyczności tematów melodycznych, niekiedy w osobliwej dysonansowości. Kabalewski jest w swoich kompozycjach oszczędny, posługuje się fakturą przejrzystą i prostą tematyką.
Reprezentant stylu neoklasycznego, nawiązującego do twórczości Prokofjewa i Rachmaninowa. Pisał symfonie, poematy symfoniczne, opery, utwory kameralne i fortepianowe, ale największą popularnością cieszą się jego koncerty: fortepianowe, wiolonczelowe i skrzypcowy. Ważny dział jego twórczości stanowią drobne utwory fortepianowe przeznaczone dla dzieci, wydane również w Polsce, popularne, należące do repertuaru adeptów sztuki pianistycznej.
Pochowany na Cmentarzu Nowodziewiczym w Moskwie.

## Wybrana muzyka filmowa
- 1935: Aerograd
- 1941: Antoni Iwanowicz gniewa się
- 1949: Życie dla nauki
- 1950: Musorgski

## Odznaczenia i nagrody
- Medal Sierp i Młot Bohatera Pracy Socjalistycznej (27 grudnia 1974)
- Order Lenina (czterokrotnie – 29 grudnia 1964, 1971, 27 grudnia 1974 i 29 grudnia 1984)
- Order Czerwonego Sztandaru Pracy (14 października 1966)
- Order „Znak Honoru” (1 czerwca 1940)
- Nagroda Leninowska (1972)
- Nagroda Stalinowska (trzykrotnie – 1946, 1949 i 1951)
- Nagroda Państwowa ZSRR (1980)
- Nagroda Leninowskiego Komsomołu (1984)

I medale.